# Мейсвілл (Кентуккі)
Мейсвілл (англ. Maysville) — місто (англ. city) в США, в окрузі Мейсон штату Кентуккі. Населення — 8873 особи (2020).

## Географія
Мейсвілл розташований за координатами 38°39′16″ пн. ш. 83°47′37″ зх. д. / 38.65444° пн. ш. 83.79361° зх. д. (38.654522, -83.793479).  За даними Бюро перепису населення США в 2010 році місто мало площу 55,32 км², з яких 49,15 км² — суходіл та 6,16 км² — водойми.

## Демографія
Згідно з переписом 2010 року, у місті мешкало 9011 особа в 3836 домогосподарствах у складі 2354 родин. Густота населення становила 163 особи/км².  Було 4477 помешкань (81/км²).
Расовий склад населення:
| - 84,9 % — білих - 10,9 % — чорних або афроамериканців - 1,0 % — азіатів - 0,2 % — корінних американців |

До двох чи більше рас належало 2,4 %. Частка іспаномовних становила 1,4 % від усіх жителів.
За віковим діапазоном населення розподілялося таким чином: 23,4 % — особи молодші 18 років, 59,1 % — особи у віці 18—64 років, 17,5 % — особи у віці 65 років та старші. Медіана віку мешканця становила 40,9 року. На 100 осіб жіночої статі у місті припадало 87,6 чоловіків;  на 100 жінок у віці від 18 років та старших — 83,4 чоловіків також старших 18 років.
Середній дохід на одне домашнє господарство  становив 55 106 доларів США (медіана — 29 773), а середній дохід на одну сім'ю — 73 851 долар (медіана — 41 424). Медіана доходів становила 37 679 доларів для чоловіків та 30 786 доларів для жінок. За межею бідності перебувало 17,1 % осіб, у тому числі 17,7 % дітей у віці до 18 років та 9,2 % осіб у віці 65 років та старших.
Цивільне працевлаштоване населення становило 3425 осіб. Основні галузі зайнятості: освіта, охорона здоров'я та соціальна допомога — 31,0 %, роздрібна торгівля — 13,9 %, мистецтво, розваги та відпочинок — 13,4 %.